# André Citroën
André-Gustave Citroën (2 de febrer del 1878 - París, 3 de juliol del 1935), fou un empresari francès d'ascendència jueu-neerlandesa. Se'l recorda principalment per la marca de cotxes que porta el seu nom.
El seu besavi del costat paternal era negociants de cítrics a Amsterdam. Quan es va introduir el registre de l'estat civil el 1811 havia de triar un cognom. Va prendre «Limoenman» (home de les llimones). El seu net, Barend i avi d'André-Gustave el va canviar en «Citroen» (neerlandès per a llimona). Un dels seus fills, Levie era un mercader de diamants jueu i neerlandès. Es va casar amb Mazra Kleinmann de Varsòvia es va establir a París el 1873. En aquesta ocasió van canviar el nom per Citroën. El petit de llurs cinc fills, André hi va néixer el 1878. El seu pare es va suïcidar quan André només tenia sis anys. Nogensmeny, el pare Levie va deixar un patrimoni considerable. Segons Les fortunes françaises au xixe siècle una de les homes més rics de París.

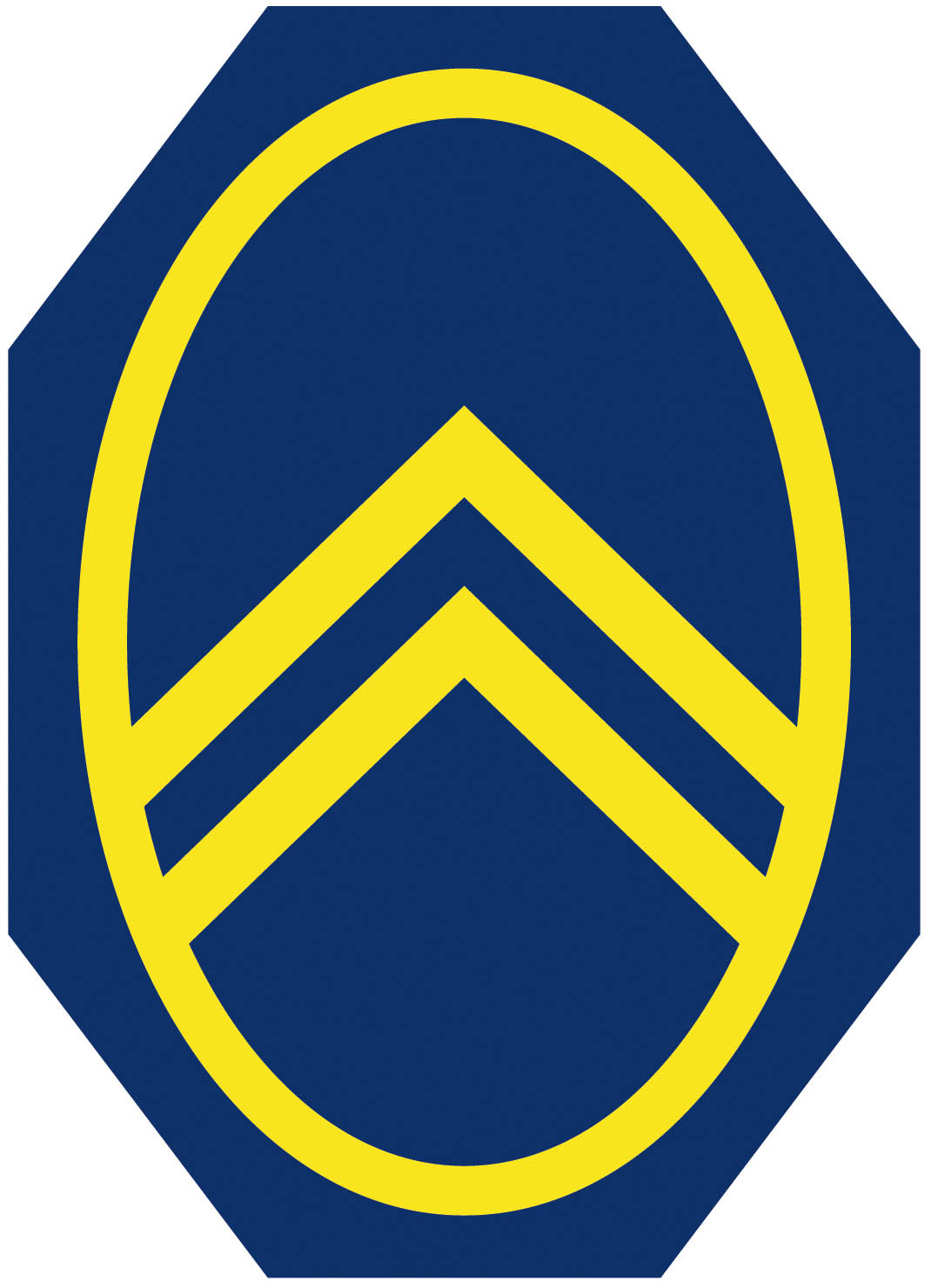
Logotip inspirat en la cremallera en forma de V (1919-1932)

André es va graduar a l'École Polytechnique el 1900, i serà el primer de la nissaga de negociants que tria una professió tècnica. En aquest any va visitar la ciutat de Łódź a Polònià i hi va veure una cremallera en forma de V inversa que es feia servir en les fresadores. Va comprar la patent que va fer servir en moltes aplicacions. És el xebró que des de 1919 va esdevenir el símbol de la marca Citroën.
El 1914 es va casar amb Georgina Bingen, filla d'una nissaga de banquers de Ginebra a Suïssa. Durant la Primera Guerra Mundial, va ser un pioner en fabricar en sèrie obusos. André fundà la companyia d'automòbils Citroën el 1919. La va portar a ser el quart fabricant d'automòbils més gran del món a principi dels anys 30. Va introduir a Europa la fabricació en cadena que Henry Ford (1863-1947) havia desenvolupat als Estats Units. Tot i això no va veure venir la crisi del 1929 i el 1935 es va veure obligat a vendre l'empresa familiar a Michelin, el seu principal deutor. Poc després va morir i deixar la seva família indigent.
Va morir de càncer d'estómac el 1935.